# Kastrat

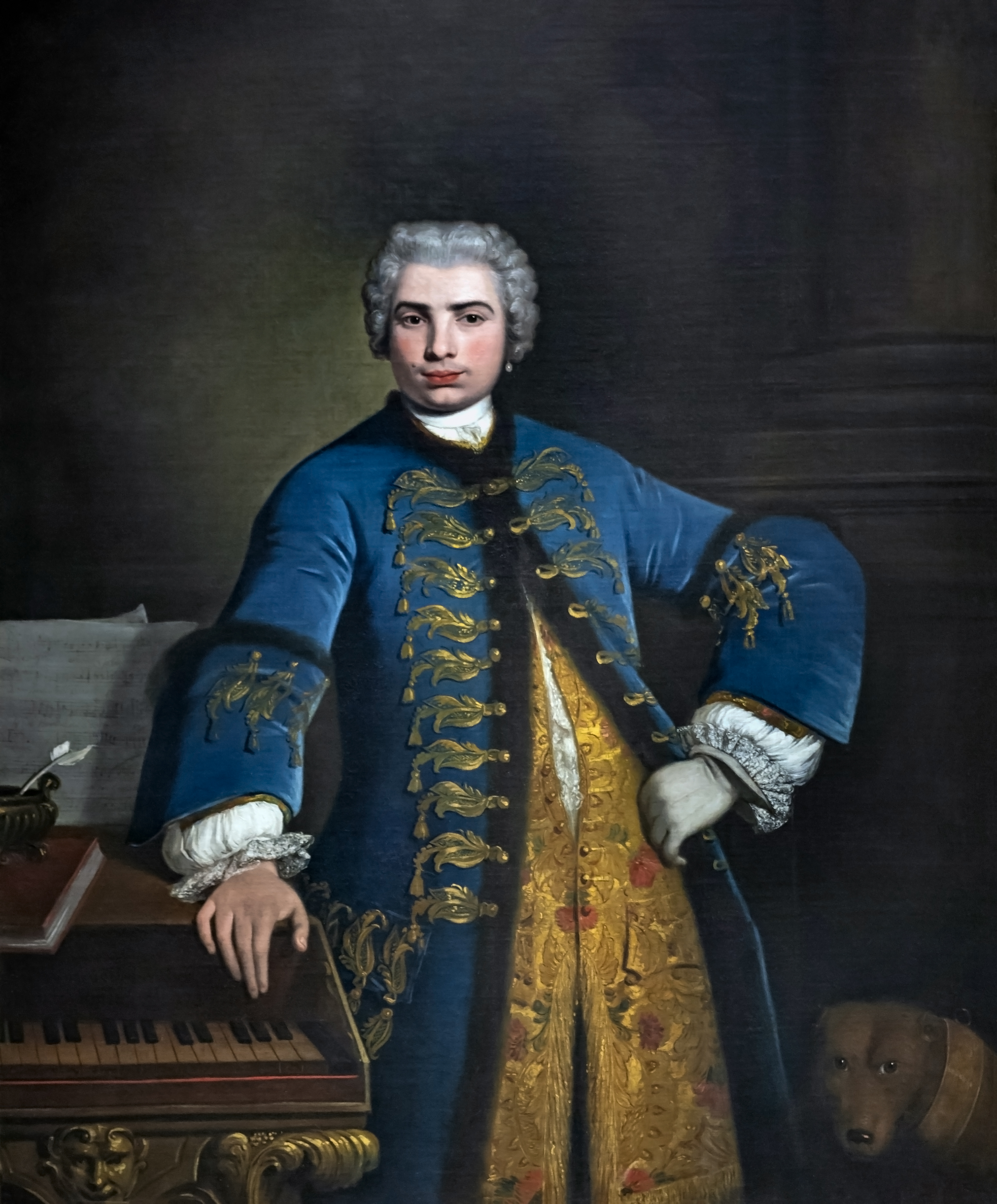
Carlo Broschi znany jako Farinelli – jeden z ostatnich wielkich kastratów w historii opery.

Kastrat (łac. castratio 'trzebienie') – w epoce baroku terminem tym określano mężczyznę śpiewaka, głównie operowego, któremu przed okresem dojrzewania chirurgicznie usunięto jądra i który dysponował rodzajem wysokiego głosu zbliżonego do sopranu lub altu, jednak donośniejszego, o znacznie mocniejszym brzmieniu. Praktyka kastracji w tym celu stosowana była między XVI a XVIII wiekiem.
Mężczyźni wykastrowani przed okresem dojrzewania posiadali małą, zbliżoną wielkością do dziecięcej krtań i dzięki temu mogli rozwijać umiejętności wokalne w zakresie sopranu i innych głosów typowych dla kobiet. Jednak głos kastrata nie jest głosem typowo kobiecym – odznacza się o wiele potężniejszym brzmieniem i specyficzną, łączącą siłę z delikatnością barwą. W okresie największego rozkwitu opery kastraci byli obsadzani w rolach, gdzie były potrzebne tzw. „głosy anielskie”. Szczególne zapotrzebowanie na kastratów w operze wiązało się z zakazem papieskim, obowiązującym w latach 1588–1793, który zabraniał kobietom publicznych występów (niemniej jednak papież Sykstus V surowo zabronił kastracji młodych chłopców w konstytucji Cum frequenter z 1587).
Wielu kompozytorów, np. Georg Friedrich Händel, pisało role specjalnie dla konkretnych kastratów. Niektórzy z nich zdobyli wielką sławę, odpowiadającą dzisiejszym gwiazdom estrady.
W połowie XVIII wieku w Europie opinia publiczna uznała kastrację za barbarzyństwo i choć praktyka kastrowania młodzieńców została oficjalnie potępiona, to stała się ukrywanym procederem. W połowie XIX wieku ostatecznie została uznana za bezprawną i karalną. Do czasu zakazu papieskiego w 1903, kastraci śpiewali w chórach kościelnych, między innymi w słynnym chórze Kaplicy Sykstyńskiej, w Watykanie. Ostatni znany kastrat – Alessandro Moreschi, znany jako Rzymski Anioł – zmarł w 1922 roku. Zachowały się fizyczne nagrania jego głosu dokonane w latach 1902 i 1904.
Dziś partie kastratów śpiewane są przez mezzosoprany i kontralty (kontralt jest głosem niezwykle wszechstronnym, odpowiadającym parametrom typowym dla kastratów), także przez soprany. Oddzielną grupę w wykonywaniu muzyki pisanej dla kastratów stanowią kontratenorzy, odznaczają się większymi możliwościami wokalnymi w skali altu, ale zdecydowanie ustępujący kobietom w górnym zakresie sopranu. Bardzo rzadko zdarza się, że chłopcy przed mutacją (o ile przechodzą ją w późniejszym okresie) śpiewają głosem wyróżniającym się wśród głosów chłopięcych potężną siłą i bogatą barwą, będącym namiastką głosu kastrata.
Współcześnie pojęcie „kastrat” może odnosić się także do mężczyzny poddanemu zabiegowi tzw. kastracji farmakologicznej, który z wyboru lub pod przymusem prawnym przyjmuje specjalistyczne środki chemiczne obniżające poziom testosteronu w ustroju. Na skutek takiego postępowania nie odczuwa on popędu seksualnego.
Potocznie i słownikowo termin „kastrat” jest uważany za synonim terminu „eunucha”, choć stosowane jest też rozróżnienie - kastrat to mężczyzna z usuniętymi tylko jądrami (tzw. mała pieczęć), a eunuch - z usuniętymi jądrami i prąciem (tzw. wielka pieczęć).